# Carlos Clark
Carlos R. Clark est un joueur de basket-ball américain né le 10 août 1960 à Somerville dans le Tennessee.

## Carrière
Il devient champion NBA en 1986. Après avoir quitté les Celtics en 1986 il joue en CBA, puis en USBL, en World Basketball League (WBL), ensuite à la Philippine Basketball Association (PBA) aux Philippines puis en Belgique où il signe au Bobcat Gent avec lesquels il gagne la coupe de Belgique en 1992.

## Palmarès
- 1984 : Champion NBA avec les Celtics de Boston
- 1986 : Champion USBL avec les Tampa Bay Flash
- 1990 : Champion CBA avec les La Crosse Catbirds
- 1992 : Vainqueur de la coupe de Belgique avec les Bobcat Gent